# Franz Xaver von Neumann-Spallart
Franz Xaver von Neumann-Spallart, född 11 november 1837 i Wien, död där 19 april 1888, var en österrikisk statistiker och nationalekonom.
Neumann-Spallart blev 1864 Adolph Wagners efterträdare som professor vid Handelsakademien i Wien, 1871 extra ordinarie professor vid därvarande universitet och 1872 ordinarie professor i nationalekonomi och statistik vid Hochschule für Bodenkultur. Han anslöt sig till den liberala och individualistiska skolan inom nationalekonomin och arbetade kraftigt för frihandelsidéernas utbredning i sitt hemland. Som statistiker var han lärjunge av Adolphe Quételet.
Neumann-Spallarts skriftställarverksamhet tillhör både det nationalekonomiska och det statistiska området. Mycket bekanta är hans "Übersichten der Weltwirtschaft", som under olika titlar utkom under 1870- och 1880-talen och som fortsattes av Franz von Juraschek.